# Как лиса волка судила
«Как лиса волка судила» — советский короткометражный мультфильм, выпущенный в 1989 году киностудией Беларусьфильм по мотивам белорусской народной сказки.

## Сюжет
В деревне идёт свадьба танкиста. Пользуясь случаем, старый голодный Волк в поисках еды прокрался в хлев, но там его ждали козлы-металлисты, занимающиеся восточными единоборствами. Наделав много шума, Волк пустился наутёк. За ним в погоню бросилась вся свадьба на танке. Волка спас мужик-самогонщик, за что тот решил его съесть. Но решил посоветоваться с первым встречным — Котом. Кот судил не по правде, так как он обиженный. А Лиса решила провести следственный эксперимент и узнав, что Волк обещал её на воротник, хитростью заманила его в мешок.

## Съёмочная группа
| Режиссёр-постановщик      | Игорь Волчек |
| Автор сценария            | Игорь Волчек |
| Оператор-постановщик      | Сергей Милешкин |
| Художник-постановщик      | Д. Эпштейн |
| Художник-фоновщик         | Т. Злоцкая |
| Художники-мультипликаторы | Юрий Бутырин, Игорь Волчек, Андрей Смирнов, Д. Эпштейн                                                                    |
| Композитор                | Игорь Волчек |
| Художники                 | Анжелика Орленко, Д. Машков, А. Жуковина, А. Блохин, В. Немова, А. Зубенко, Н. Маренина, Д. Плакс, А. Антипов, М. Флерова |
| Звукооператор             | Сергей Чупров |
| Роли озвучивали           | Валерий Бондаренко, Геннадий Овсянников, Александр Ефремов, Светлана Суховей                                              |
| Ассистент режиссёра       | Г. Поночевная |
| Ассистент художника       | Н. Молоткова |
| Ассистент оператора       | С. Шемионко |
| Монтаж                    | Н. Волчек |
| Редактор                  | Дмитрий Якутович |
| Директор                  | Ольга Оноприенко |